# 杨家坝乡
杨家坝乡，是中华人民共和国四川省凉山彝族自治州会理市曾经下辖的一个乡。2019年12月，撤销杨家坝乡，将原杨家坝乡崃龙村、新桂村、绿林村、海龙村、干海子村、庄房村所属行政区域划归木古镇管辖，将原杨家坝乡二坪村、坪镇村所属行政区域划归新发镇管辖。

## 行政区划
杨家坝乡撤销前下辖以下地区：
崃龙村、新桂村、绿林村、海龙村、干海子村和庄房村。